# Фленсбург
Фле́нсбург (нем. Flensburg, н.-нем. и дат. Flensborg, с.-фриз. Flansborj, Flensborag, юж.-ют. Flensborre) — самый северный в Германии город земельного подчинения, расположен в земле Шлезвиг-Гольштейн. Фленсбург — третий по величине город этой федеральной земли после Киля и Любека и центр региона Южный Шлезвиг.
В мае 1945 года Фленсбург был центром последнего в Германии нацистского правительства, так называемого Фленсбургского правительства, возглавляемого Карлом Дёницем. Оно просуществовало одну неделю с 1 мая 1945 года до капитуляции германской армии и оккупации города союзными войсками. Официально нацистское правительство в Фленсбурге было распущено только 23 мая 1945 года.

## География

### Общие сведения
Фленсбург находится на севере федеральной земли Шлезвиг-Гольштейн на побережье впадающего в Балтийское море Фленсбургского фьорда, так называемой гавани. Городские районы находятся как на западной стороне фьорда, который берёт своё начало от Фленсбурга, так и на восточной, которая относится к полуострову Ангельн. Центр города расположен в долине фьорда, более современная застройка находится на склонах и вершинах окружающих гавань холмов. На северо-западе и северо-востоке город окружён лесами, на юге, западе и востоке — полями. На расстоянии примерно 500 м от самой северной точки фленсбургской городской черты находится граница Королевства Дания. Фленсбург является вторым самым северным городом Германии после города Вестерланд на острове Зильт.
В среднем высота над уровнем моря во Фленсбурге составляет ок. 20 м, в центре — 12 м. Самая высокая точка находится на высоте 63,7 м. Фленсбург занимает площадь в 56,38 км². Самая длинная протяжённость с севера на юг равняется 7,6 км, с запада на восток — 9,6 км. Длина городской границы составляет 32,0 км.

### Соседние поселения
Список граничащих с Фленсбургом посёлков по часовой стрелке (начиная с северо-востока): Глюксбург, Вес, Масбюлль, Хюруп, Таструп, Фрайенвилль, Ярплунд-Вединг, Хандевит и Харрисле. Кроме того Фленсбург имеет на севере водную границу с датской коммуной Обенро.

### Административное деление
Фленсбург разделён на 13 округов, каждый из которых подразделяется на несколько районов: 
- 01 Альтштадт | Altstadt
  - 011 St. Nikolai (дат.: Skt. Nikolaj)
  - 012 St. Marien
  - 013 Nordertor (дат.: Nørreport)
- 02 Нойштадт | Neustadt (дат.: Nystaden)
  - 021 Duburg (дат.: Duborg)
  - 022 Neustadt Nord
- 03 Нордштадт | Nordstadt (дат.: Nordstaden)
  - 031 Kreuz (дат.: Kors)
  - 032 Galwik (дат.: Galvig)
  - 033 Klues (дат.: Klus)
- 04 Вестлихе-Хёэ | Westliche Höhe
  - 041 Stadtpark (дат.: Byparken)
  - 042 Marienhölzung (дат.: Frueskov)
  - 043 St. Gertrud
  - 044 Friedhof

- 05 Фризишер-Берг | Friesischer Berg (дат.: Friserbjerg)
  - 051 Exe (дат.: Exe или Eksercerløkke)
  - 052 Museumsberg
  - 053 Friedenshügel (дат.: Fredshøj)
- 06 Вайхе | Weiche (дат.: Sporskifte)
  - 061 Sophienhof (дат.: Sophiegård)
  - 062 Schäferhaus (дат.: Skæferhus)
- 07 Зюдштадт | Südstadt
  - 071 Martinsberg (дат.: Martinsbjerg)
  - 072 Rude
  - 073 Peelwatt (дат.: Pælevad)
- 08 Зандберг | Sandberg (дат.: Sandbjerg)
  - 081 Achter de Möhl (дат.: Fiskergaarden)
  - 082 Adelbylund
  - 083 Sünderup (дат.: Synderup)
- 09 Юргенсбю | Jürgensby (дат.: Jørgensby)
  - 091 St. Johannis (дат.: Sankt Hans)
  - 092 St. Jürgen (дат.: Sankt Jørgen)
  - 093 Jürgensgaard (дат.: Jørgensgaard)

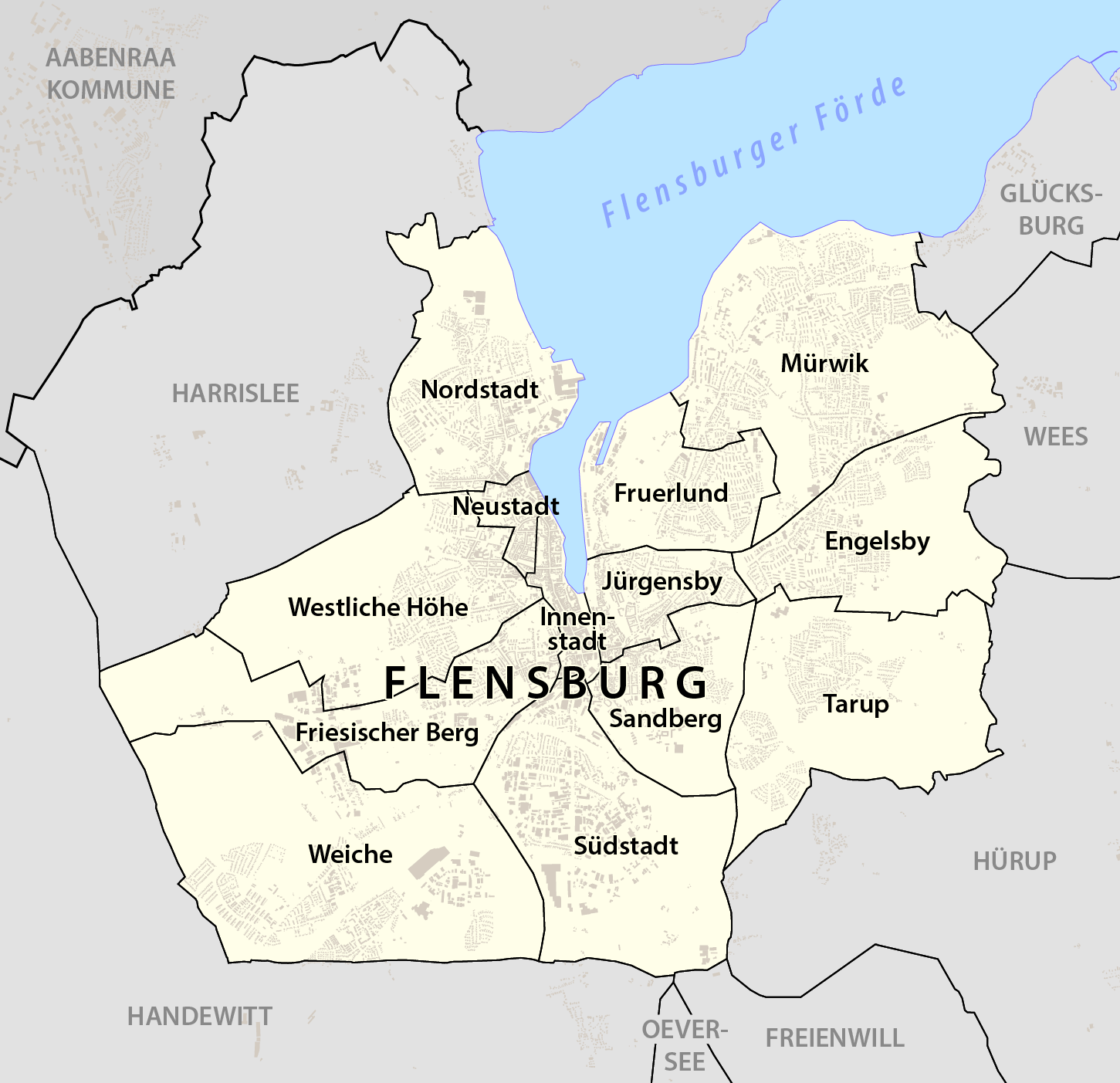
Окружное деление Фленсбурга и соседние населённые пункты

  - 094 Sender Flensburg-Jürgensby

- 10 Фруерлунд | Fruerlund
  - 101 Blasberg (дат.: Blæsbjerg)
  - 102 Bohlberg (дат.: Bolsbjerg)
  - 103 Fruerlund Hof
- 11 Мюрвик| Mürwik (дат.: Mørvig)
  - 111 Stützpunkt
  - 112 Osbek (дат.: Osbæk)
  - 113 Wasserloos (дат.: Vandløs)
  - 114 Friedheim
  - 115 Solitüde (дат.: Solitude)
- 12 Энгельсбю | Engelsby
  - 121 Engelsby Süd
  - 122 Vogelsang (дат.: Fuglsang)
- 13 Таруп | Tarup
  - 130 Tarup

«Friede ernährt — Unfriede verzehrt» — «рус. Мир кормит — раздор пожирает»

## История

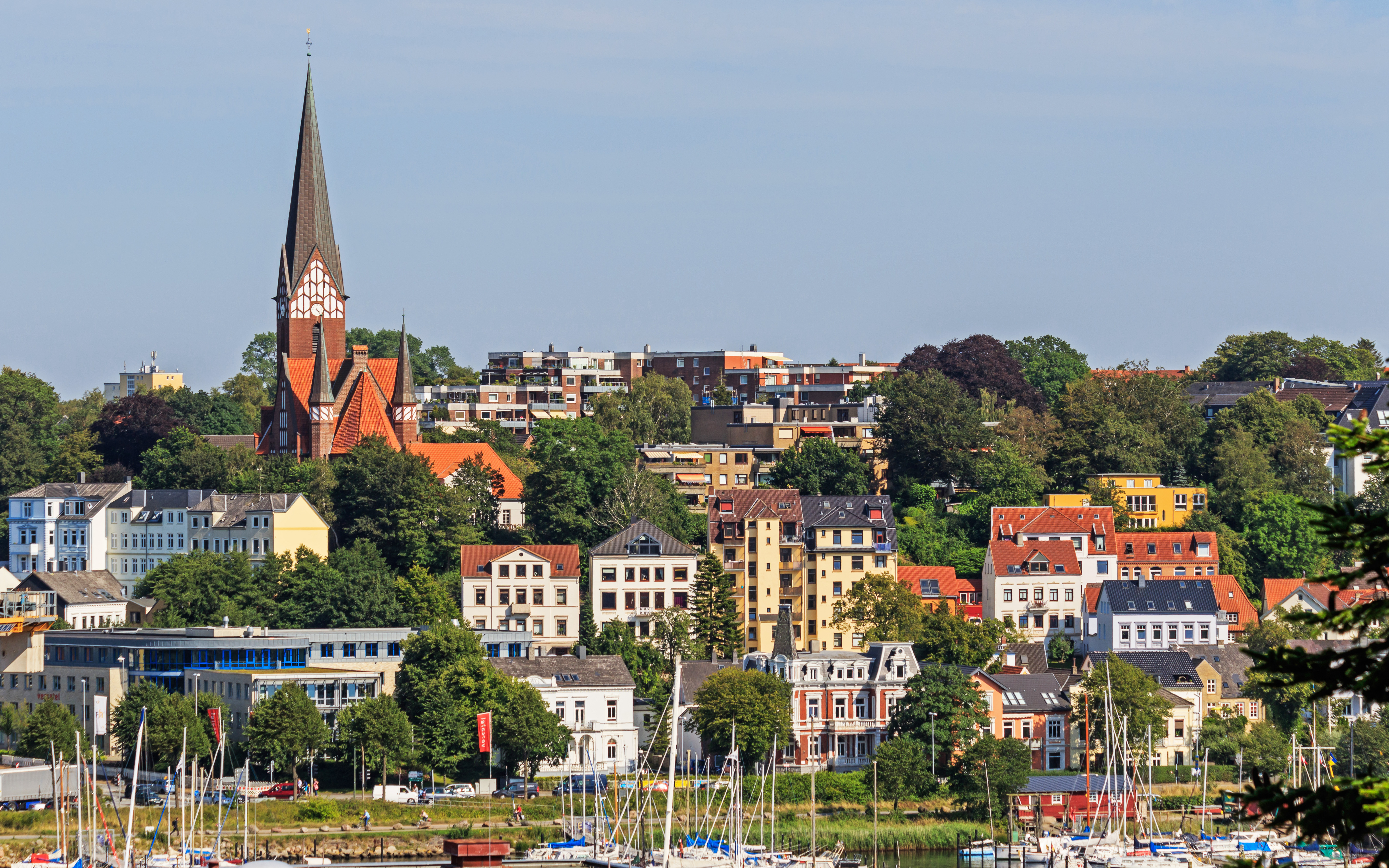
Вид на Юргенсбю, на переднем плане — Фленсбургская гавань

Фленсбург был основан предположительно в начале XIII века в районе пересечения ведущей с запада на восток т. н. Фризской дороги и ведущей с севера на юг т. н. Воловьей дороги и представлял собой маленькое торговое поселение, находящееся на восточном берегу Фленсбургского фьорда. По старинному преданию, город был основан лекским рыцарем по имени Флено, который обосновался в районе нынешней церкви св. Иоанна и взимал пошлины.
В 1284 году Фленсбург получил от герцога Вальдемара IV городское право. В то же время со строительством церкви св. Марии началось освоение западного берега гавани. К середине XIV века восточное и западное поселения срослись в одно целое, после чего город был обнесён крепостной стеной, от которой на сегодняшний день остался лишь небольшой фрагмент вблизи центральной площади и Северные ворота — символ города.
В 1460 году Фленсбург окончательно попал под датскую корону, что стало результатом Рипенского мирного договора, который прекратил конфликт о принадлежности герцогства Шлезвиг.
В эпоху между присоединением к Дании и началом Тридцатилетней войны Фленсбург пережил время экономического подъёма. Благодаря тесным связям с датскими и норвежскими ганзейскими городами, часть которых была Фленсбургом унаследована, город стал самым богатым во всей Дании. В это время фленсбургский флот насчитывал около 200 кораблей. К этому же периоду относится и приход во Фленсбург реформации Лютера (1526). В результате Тридцатилетней и Северной войн Фленсбург быстро пришёл в упадок. За этот отрезок времени город пять раз подвергался оккупации и опустошению (1627, 1643, 1647, 1658 и 1713). В 1721 году фленсбургский флот состоял из 9 кораблей.
Возрождение Фленсбурга началось в конце XVIII века благодаря сначала балтийской, а потом и всеевропейской торговле. В 1795 году у Фленсбурга было уже 295 кораблей, которые привозили сырьё (табак, тростниковый сахар и т. д.) даже из карибского региона. Однако этот период в истории Фленсбурга в результате континентальной блокады в эпоху Наполеоновских войн был кратковременным.
В середине XIX века Фленсбург опять дважды становился ареной военных действий. В 1848—1851 годах и в 1864 году произошли датско-прусские войны, которые унесли жизни многих фленсбуржцев. 9 апреля 1848 года во фленсбургском районе Новый город произошло сражение между датскими войсками и немецкими ополченцами, которое закончилось победой датского оружия. В память об этом событии во Фленсбурге установлен памятник. В результате войны 1864 года Фленсбург стал частью королевства Пруссия, а в 1871 году вошёл в состав Германской империи.
После экономического подъёма и политической стабильности конца XIX-го — начала XX столетия сильным ударом по Фленсбургу явилась Первая мировая война, после которой в 1920 году был проведён референдум о воссоединении с Данией, по результатам которого Фленсбург остался немецким. Во время нацистской диктатуры во Фленсбурге в 1938 году произошёл еврейский погром («хрустальная ночь»). Вторая мировая война принесла Фленсбургу относительно мало разрушений, но на полях сражений погибло много его жителей. С 3 по 23 мая 1945 года во Фленсбурге располагалось последнее нацистское правительство Германии под руководством адмирала Карла Дёница.
В результате так называемого экономического чуда 1950-х годов Фленсбургу удалось благодаря развитию своей промышленности (пивной, кораблестроительный секторы и т. д.) достичь определённого экономического успеха.
С 5 мая 1952 года во Фленсбурге находится Федеральное ведомство дорожного движения.

## Политика

### Городской совет
Законодательной властью города Фленсбург является Городской совет, состоящий из 43 депутатов. Президент совета одновременно является официальным городским главой, а сам совет соответственно высшим местным органом власти. Городской совет избирается на 5 лет и действует на постоянной основе. Проходной барьер на выборах составляет 3,00 %.
| Результаты последних выборов в Городской совет (25 мая 2008): \| Место \| Партия \| в % \| \| ----- \| ----------------------------------------- \| ----- \| \| 1 \| Мы во Фленсбурге² \| 22,29 \| \| 2 \| Союз южношлезвигских избирателей \| 22,04 \| \| 3 \| Христианско-демократический союз \| 20,52 \| \| 4 \| Социал-демократическая партия Германии \| 15,93 \| \| 5 \| Левые \| 7,34 \| \| 6 \| Зелёные \| 7,26 \| \| 7 \| Свободная демократическая партия Германии \| 4,59 \| - ¹ — приведены только политические силы, которые преодолели трёхпроцентный барьер - ² — не партия |                                           |       |
| Место | Партия                                    | в %   |
| 1 | Мы во Фленсбурге²                         | 22,29 |
| 2 | Союз южношлезвигских избирателей          | 22,04 |
| 3 | Христианско-демократический союз          | 20,52 |
| 4 | Социал-демократическая партия Германии    | 15,93 |
| 5 | Левые                                     | 7,34  |
| 6 | Зелёные                                   | 7,26  |
| 7 | Свободная демократическая партия Германии | 4,59  |

| Состав Городского совета: - Городской президент — др. Христиан Девангер (МвФ) - Заместитель городского президента — Франц Эдерс (СЮИ) - Заместитель городского президента — Барбара Филипсен (СДПГ) - Остальные члены: МвФ — 9, СЮИ — 9, ХДС — 9, СДПГ — 7, Левые — 3, Зелёные — 3, СДГ — 2 |

### Городская администрация
Исполнительной властью города Фленсбург является Городская администрация. Глава исполнительной власти — обер-бургомистр — избирается всенародным голосованием сроком на 5 лет. Последние выборы прошли 14 ноября 2004 года. 59,50 % голосов обер-бургомистром был избран христианский демократ Клаус Чойшнер.
| - обер-бургомистр (с 2004) — Клаус Чойшнер (ХДС) - Бургомистр (с 2007) — Хеннинг Брюггеман (беспартийный) - Второй бургомистр (с 2006) — Йохен Баркман (беспартийный) |

## Культура

### Религия
- Лютеранская церковь — 18 храмов (из них 6 со службой на датском языке)
- Другие протестанты (методисты, адвентисты и т. д.) — 6 храмов
- Римско-католическая церковь — 2 храма
- Суннитский ислам — 2 мечети
- Иудейская община, не обладающая собственной синагогой
- Православная община, не обладающая собственным храмом (служба в 9:00 в первую субботу каждого месяца в церкви St. Petri по адресу Bauer Landstraße 17)
- Армянская община, не обладающая собственным храмом
- Мормонская община
- Свидетели Иеговы, центр которых находится не во Фленсбурге, а в соседнем посёлке Харрисле
- Масонская община, обладающая собственной ложей

### Памятники

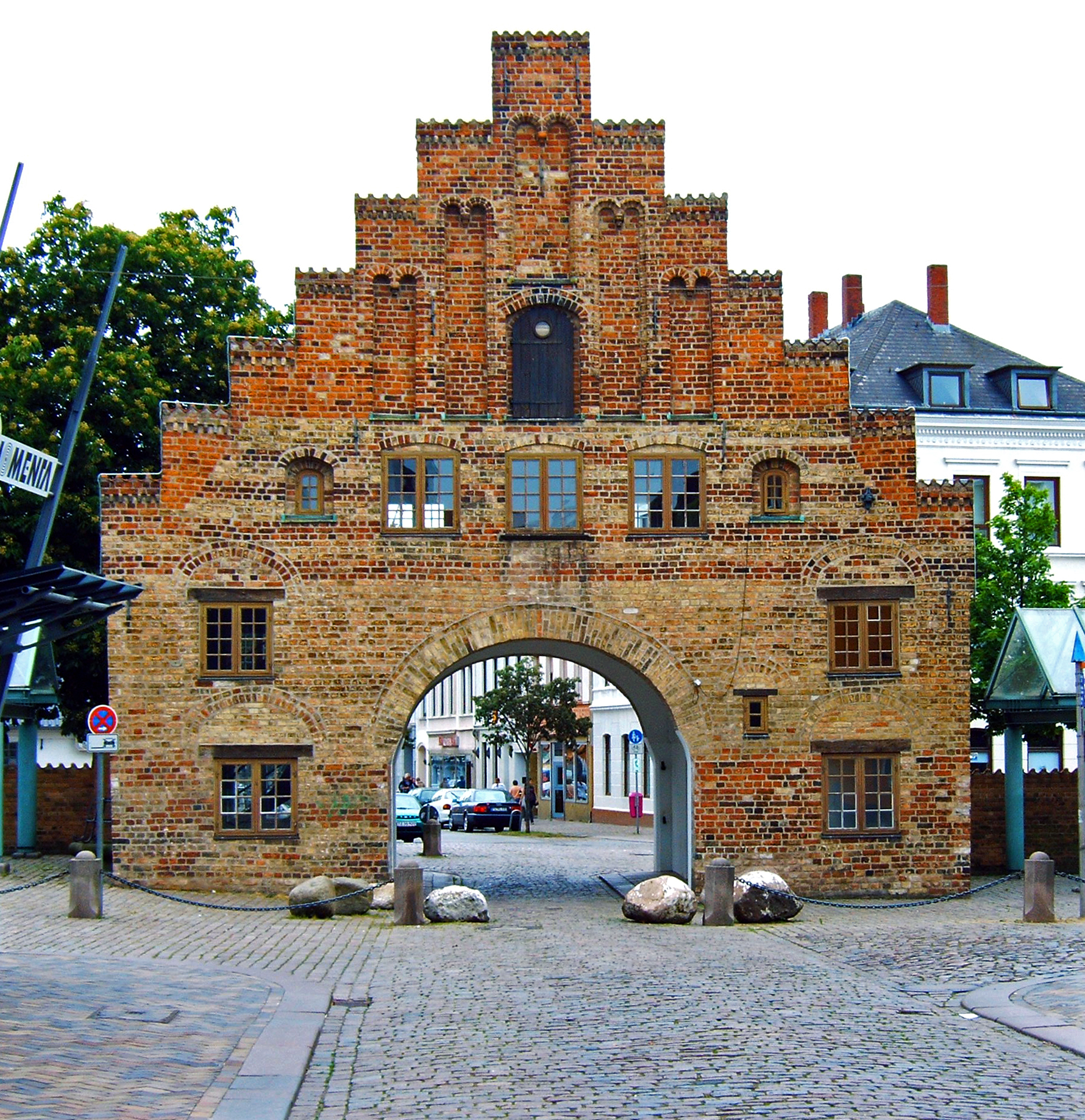
Северные ворота — символ города.

- Памятник павшим в Франко-прусской войне фленсбургцам — увенчанный металлическим орлом обелиск на территории Парка Тиволи
- Памятник генералу Карлу фон Врангелю — установлен в 1903 году в Городском парке
- Памятник павшим в Прусско-датской войне фленсбургцам — представляет собой обелиск и находится в маленьком сквере на севере города
- Памятник павшим во Фленсбургском сражении 1848 года — находится в Новом городе
- Памятник жертвам диктатуры — установлен в Парке Карлайла, который в 1933—1945 годах носил название Сквер Адольфа Гитлера; этот факт символизирует отказ фленсбургцев от нацистской идеологии
- Памятник солдатам Красной армии — находится на территории кладбища «Холм мира» на братской могиле 108 замученных в нацистском концлагере советских солдат
- Памятник фленсбургскому трамваю — представляет собой фрагмент трамвайных путей, которые раньше были частью разворотного кольца трамвайного маршрута № 1

### Театры
Во Фленсбурге действуют нижеприведённые театры:
- «Шлезвиг-Гольштинский земельный театр и симфонический оркестр» — междугородный театральный ансамбль, выступающий постоянно в 12 городах Шлезвига-Гольштейна; резиденция администрации находится в Шлезвиге, оркестра и балета — во Фленсбурге; существует в современном виде с 1974 года[10]
- «Маленький театр во Фленсбурге» — датскоязычный театр[11]
- «Нижнегерманская сцена Фленсбурга» — театр с представлениями на нижненемецком языке; существует с 1920 года[12]
- «Русско-немецкая сцена Фленсбурга» — театр с представлениями на русском и немецком языках; существует с 2003 года[13]
- «Театральная мастерская „Пилькентафель“» — осевший в 1998 году во Фленсбурге частный театр с представлениями специально для детей и отдельно для взрослых[14]
- «Театр Орфея» — театр всех жанров[15]

Кроме того действует театральная школа.

### Музыка
- «Фленсбургский хор им. Баха» — основанный в 1906 году хор классической музыки[17]
- «Фленсбургский клуб народной музыки»[18]
- «Фленсбургский городской духовой оркестр»[19]
- «Оркестр фленсбургского института» — состоящий из студентов фленсбургского института оркестр[20]
- «Полицейский хор Фленсбурга» — состоящий из фленсбургских полицейских хор[21]
- «Южношлезвигский симфонический оркестр» — датский симфонический оркестр[22]
- «Общество друзей музыки Фленсбурга»[23]

Кроме того действует музыкальная школа.

### Музеи
- «Музейная гора» — конгломерат двух музеев: краеведческого и изобразительного искусства[25]
- «Искусство и K°» — музей современного изобразительного искусства[26]
- «Природоведческий музей» — музей, который даёт возможность познакомиться с шлезвиг-гольштинской природой[27]
- «Феномента» — музей техники, где каждый посетитель имеет возможность испробовать тот или иной экспонат[28]
- «Музей судоходства» — музей по истории фленсбургского судоходства; имеет филиал по истории фленсбургского рома[29]

### Общественныебиблиотекииархивы
- «Городская библиотека» — центральная городская библиотека[30]
- «Земельная центральная библиотека» — центральная библиотека земли Шлезвиг-Гольштейн[31]
- «Датская центральная библиотека» — центральная библиотека датского меньшинства в Германии; при ней действует датский архив[32]
- «Городской архив» — центральный фленсбургский архив[33]

### Кинотеатры
- «51 ступень» — кинотеатр, демонстрирующий редкие и интеллектуальные фильмы[34]
- «UCI Киновельт» — городской кинотеатр, демонстрирующий массовые фильмы[35]

### Фестивали
- «Фленсбургская дворовая культура» — фестиваль традиционных фленсбургских музыки, театра и кабарета; проходит в конце июля / начале августа[36]
- «ФолкБалтика» — фестиваль народной музыки балтийского региона; проходит в апреле[37]
- «Фленсбургские дни короткометражного кино» — фестиваль современного короткометражного кино; проходит в октябре[38]

### Парки
- «Городской парк» — центральный фленсбургский парк, обладает большим прудом; в парке находится памятник генералу Карлу фон Врангелю
- «Парк Христиансена» — бывший частный помещичий сад, в городской собственности с начала 1990-х, обладает каскадом прудов; в парке расположены бывший дом кучера, конюшня, мельница, а также грот, в котором находится привезённая фленсбургскими археологами из Египта мумия
- «Парк Лютера» — находящийся в центре Фленсбурга парк, назван в честь Мартина Лютера; очень популярен его откос, цветущий весной тысячами крокусов
- «Парк Тиволи» — скорее сквер, находится вблизи городского центра, назван в честь итальянского парка развлечений; на его территории расположен памятник павшим в Франко-прусской войне фленсбургцам
- «Парк Карлайла» — расположенный перед городским вокзалом парк, назван в честь фленсбургского города-побратима Карлайл, в 1933—1945 годах носил название «Сквер Адольфа Гитлера»; в парке находятся памятники фленсбургскому трамваю и жертвам диктатуры.
- «Народный парк» — главный парк на восточной стороне фьорда; на его территории находятся центральные городские стадионы

На окраинах Фленсбурга также имеются маленькие парки под названием «Гражданский» и «им. Конга Аррильдсхойя».

## Датское меньшинство
Важным элементом города является насчитывающее несколько тысяч человек автохтонное датское меньшинство, центр которого находится во «Фленсбургском доме» («Flensborghus») во Фленсбурге. В нём располагается созданная в 1948 году датская политическая партия «Союз южношлезвигских избирателей», которая была представлена в первом послевоенном немецком бундестаге, во всех кроме одного созывах земельного парламента Шлезвиг-Гольштейна и во всех фленсбургских городских советах, и другие общественные организации данного национального меньшинства. В городе есть датские школы, поликлиника и церкви. Издаётся датскоязычная газета.

## Экономика
В городе размещены следующие крупные предприятия:
- крупный пивной завод «Фленсбургской пивоварни общества с ограниченной ответственностью Эмиля Петерсена и компании»
- одна из фабрик датской компании «Данфосс»
- одна из фабрик фармацевтической компании «Квайссер»
- одна из фабрик компании «Кронес»
- одна из фабрик компании «Люфтханза»
- одна из фабрик японской компании «Мицубиси» (производит бумагу)
- одна из фабрик американской компании «Моторола» (до 2013 года)
- одна из фабрик нидерландской компании «Ферсатель»
- верфь «Фленсбургского судостроительного общества»
- фабрика местного цементного предприятия «Строительные материалы — цемент Якоба»
- фабрика местного машиностроительного предприятия «Общество фленсбургского машиностроения»
- Фленсбургская ТЭС
- фабрика сети эротической продукции «Беате Узе»
- фабрика сети эротической продукции «Орион»

Кроме того, в городе ярко представлено среднее и мелкое предпринимательство (к примеру, серебряная мануфактура Роббе и Беркинга).
Во Фленсбурге фирмой «Моторола» были выпущены первые в мире мобильные телефоны стандарта GSM, а позже и первые сотовые третьего поколения, стандарта UMTS.
Фленсбург относится к трансграничному экономическому региону Евросоюза Южная Ютландия-Шлезвиг.
На апрель 2007 года уровень безработицы во Фленсбурге составил 13,4 %, что выше чем в среднем по Шлезвиг-Гольштейну на 4,6 % и Германии на 3,9 %.

## Транспорт
В городе действуют 14 линий городского автобуса, одна из которых ведёт в соседний Глюксбург. Ещё 16 линий междугородного автобуса соединяют Фленсбург с датскими Обенро, Падборгом и Сённерборгом, а также немецкими Купфермюле, Нибюллем, Хандевитом, Бредштедтом, Хузумом, Килем, Эггебеком, Затрупом, Шлезвигом, Каппельном, Хусби, Вестерхольцом и Нойкирхеном. С 1931 года существует Центральный автовокзал, через который проходит большинство автобусных маршрутов.
Кроме того Фленсбург связан железной дорогой с Килем, Гамбургом, Хузумом и датским Орхусом. До 1981 года также действовала теперь уже закрытая ветка Фленсбург — Нибюлль. В городе находятся два железнодорожных вокзала — Центральный (1929 года постройки) и открытый, безнавесный в районе Разъезд. Оба в состоянии принимать скоростные поезда ICE, EC и IC. В зале ожидания центрального вокзала находится панно немецкого художника Вильгельма Войгта.
Из фленсбургского порта с ранней весны по раннюю зиму ходят регулярные паромные рейсы в датский посёлок Коллун. На западе города находится аэродром «Дом чабана», предназначенный для мелких военных и гражданских самолётов.
В 1881—1973 годах в городе существовал трамвай, сначала на конной тяге, а с 1906 года — электрический. Имелось три линии (с 1943 — две), которые связывали центральный вокзал с городским пляжем, вокзал с школой подводников и порт с теннисными кортами на западе Фленсбурга. Трамвай был ликвидирован с целью создания в центре города пешеходной зоны. Единственное напоминание о нём сохранилось вблизи вокзала в виде части колеи. В 1943—1957 годах также существовал один маршрут троллейбуса, который заменил собой одну из линий трамвая. Кроме того с 1885 по 1953 год Фленсбург располагал двумя узкоколейками, связывавшими его с Каппельном и Рундхофом. Существовал даже свой собственный узкоколейный вокзал, который прекратил своё существование вместе с утерей своего предназначения. Сейчас вместо узкоколеек построены автомобильные дороги, одна из них — часть федеральной дороги № 199.
Через Фленсбург проходят две дороги федерального значения — № 199 и 200. Город связан с расположенным вблизи автобаном A7, ведущим от датской до австрийской границы.

## Международные отношения

### Генеральное консульство
Во Фленсбурге с 1 января 1987 года находится одно из трёх расположенных в Германии генеральных консульств королевства Дания. С 20 июля 1920 по 31 декабря 1986 года действовало просто консульство.

### Международные организации

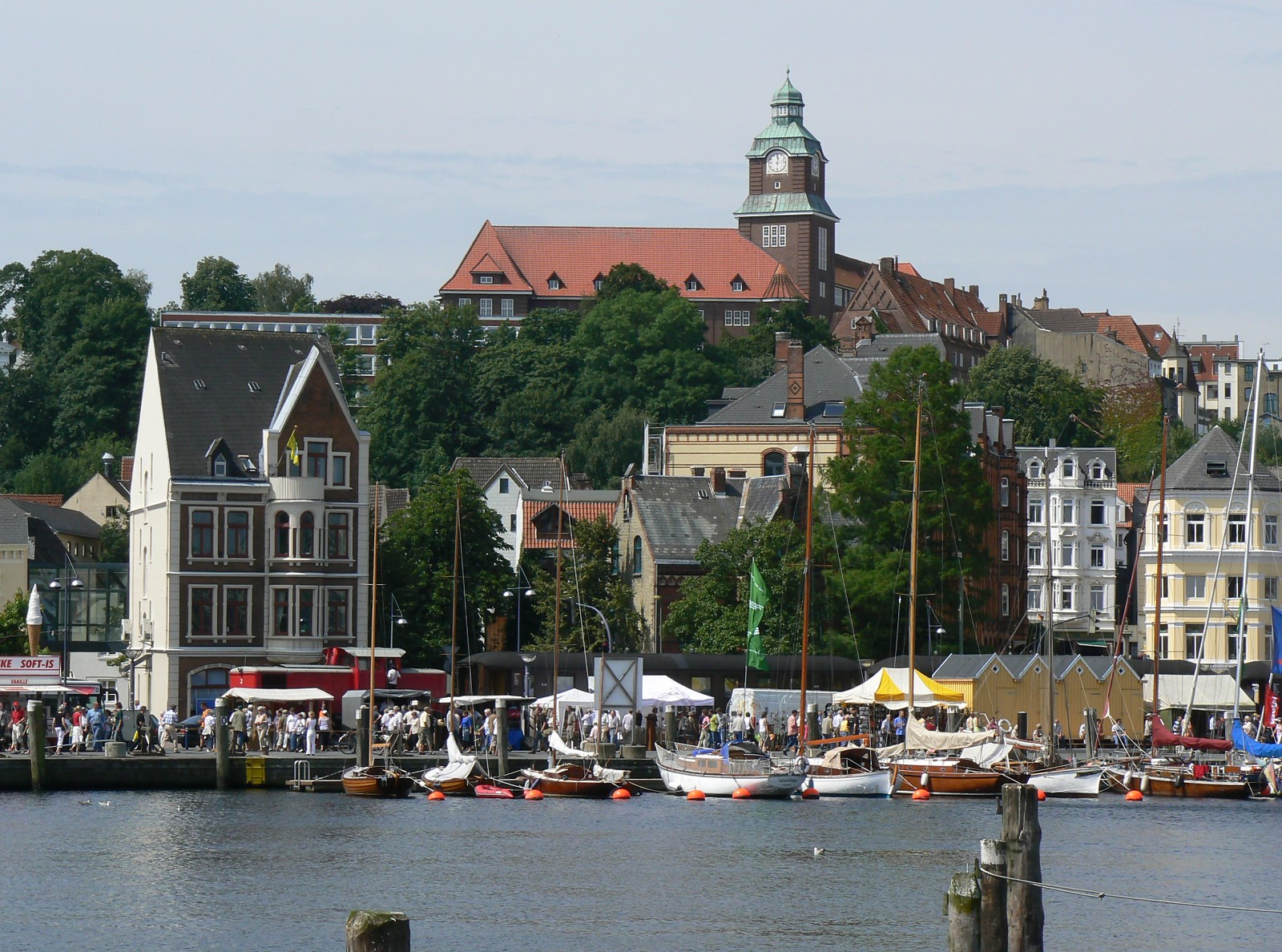
Старая гимназия на набережной.

С 1980-х годов во Фленсбурге находится резиденция Генерального секретаря («Секретариат») Федералистского Союза Европейских Национальнальных Меньшинств (ФСЕНМ) — организации, основанной в 1949 году и курирующей проблемы национальных меньшинств на территории Европы. В городе также проходили три конгресса этой организации — 11-й (1962), 31-й (1987) и 38-й (1993). На данный момент в состав ФСЕМН входят 84 организации, представляющие интересы нацменьшинств в 32 европейских странах. С 2004 года ежегодно в первое воскресенье сентября проходит Европейский марафон меньшинств, посвящённый национальным меньшинствам.

### Города-побратимы
| - Карлайл, Великобритания (Англия) с 29 июня 1961 года - Нойбранденбург, ФРГ (до 1990 года — ГДР), с 23 ноября 1987 года - Слупск, Польша (до 1989 года — ПНР), с 29 июня 1988 года |

## Почётные граждане
| Хронологическая последовательность присвоения звания почётного гражданина города Фленсбург: 1. 1851 — Фридрих Фердинанд Тиллиш, министр герцогства Шлезвиг 2. 1857 — Христиан Реннекамп, купец и судовладелец 3. 1867 — барон Эдвин фон Мантойффель, губернатор 4. 1872 — генерал Карл фон Врангель, прусский полководец 5. 1895 — князь Отто фон Бисмарк, первый рейхсканцлер Германской империи 6. 1911 — Фридрих Вильгельм Зельк, коммерции советник 7. 1917 — Генрих Шульдт, муниципальный советник 8. 1924 — доктор Хуго Эккенер, дирижаблист и уроженец Фленсбурга 9. 1930 — доктор Герман Бендикс Тодзен, обер-бургомистр Фленсбурга с 1898 по 1930 год 10. 1937 — пастор Фридрих Карл Эмиль Андерсен, нацистский церковный функционер, антисемит 11. 1999 — Беате Узе, предпринимательница, открыла во Фленсбурге в 1962 году первый в мире секс-шоп |

## Средства массовой информации
Во Фленсбурге выходят шесть газет и один журнал:
- «Flensburger Tageblatt» («Фленсбургская ежедневная газета») — ежедневная газета на немецком языке, выходит с 1865 года[50]
- «Flensborg avis» («Фленсбургская газета») — ежедневная газета на датском языке, выходит с 1869 года; самая старая не-немецкая газета в Германии[51]
- «Die Wochenschau» («Недельная хроника») — еженедельная рекламно-информационная газета на немецком языке
- «Moin Moin» (≈"Привет Привет") — еженедельная рекламно-информационная газета на немецком языке
- «Flensburg Journal» («Фленсбургский журнал») — еженедельная газета на немецком языке
- «Campuszeitung» («Университетская газета») — студенческая газета на немецком языке
- «Partout» («Везде») — журнал на немецком языке

Город располагает собственным телевизионным каналом — «Открытым каналом Фленсбург». В городе так же находится самая старая, основанная в 1950 году региональная студия главного северонемецкого телеканала NDR на территории Шлезвиг-Гольштейна. В 1928—1957 годах в районе Йюргенсби находилась радиовышка, с помощью которой, в частности, в 1945 году адмирал Дёниц сообщил своим согражданам о капитуляции. В настоящее время заменена более мощной радиовышкой на Лисьей горе на востоке города.

## Прочие факты
- Обнаруженный 11 ноября 1998 года уроженцем Фленсбурга Норбертом Эрингом астероид был назван 14632 Фленсбург[54]

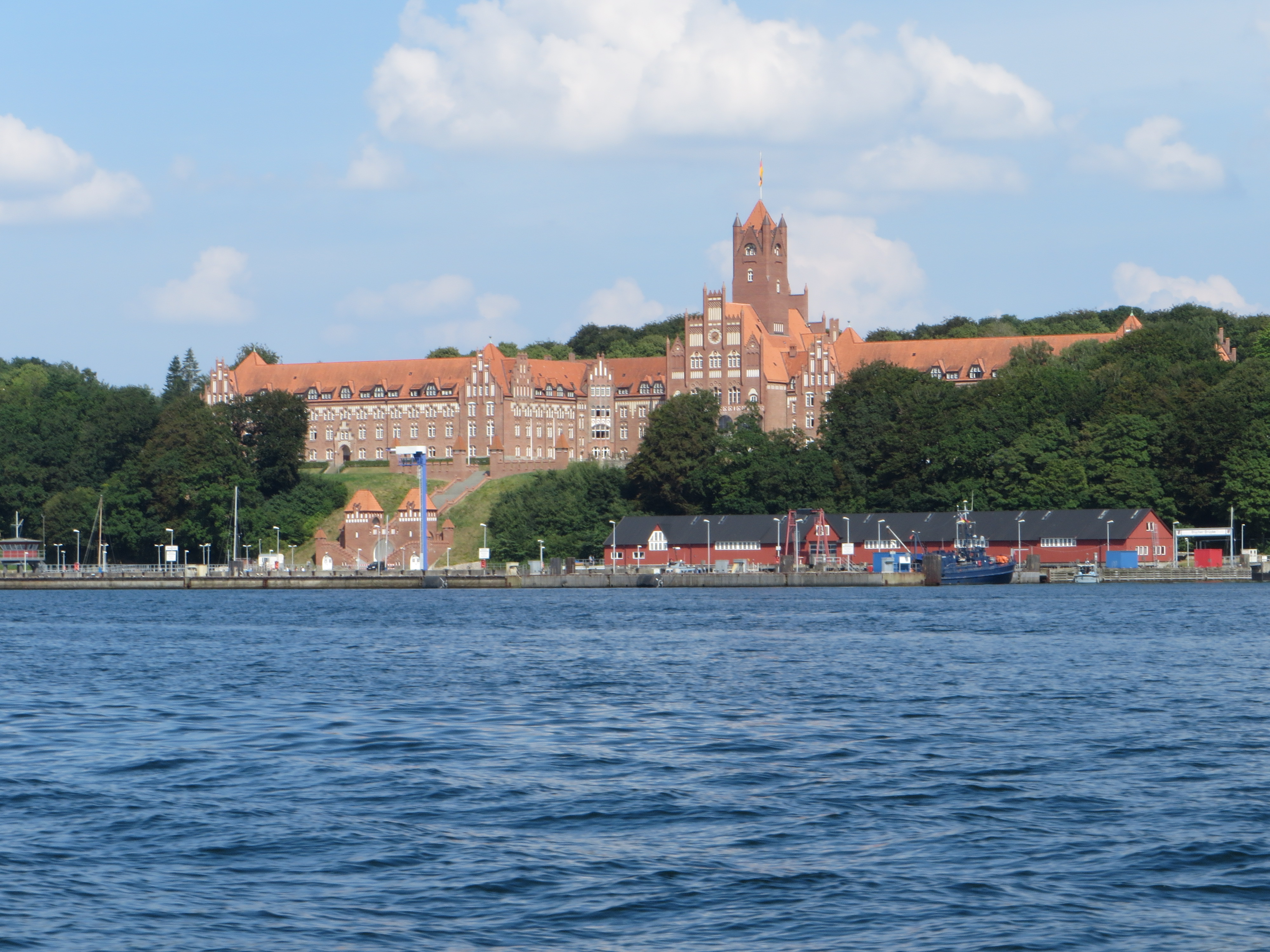
Marineschule Mürwik
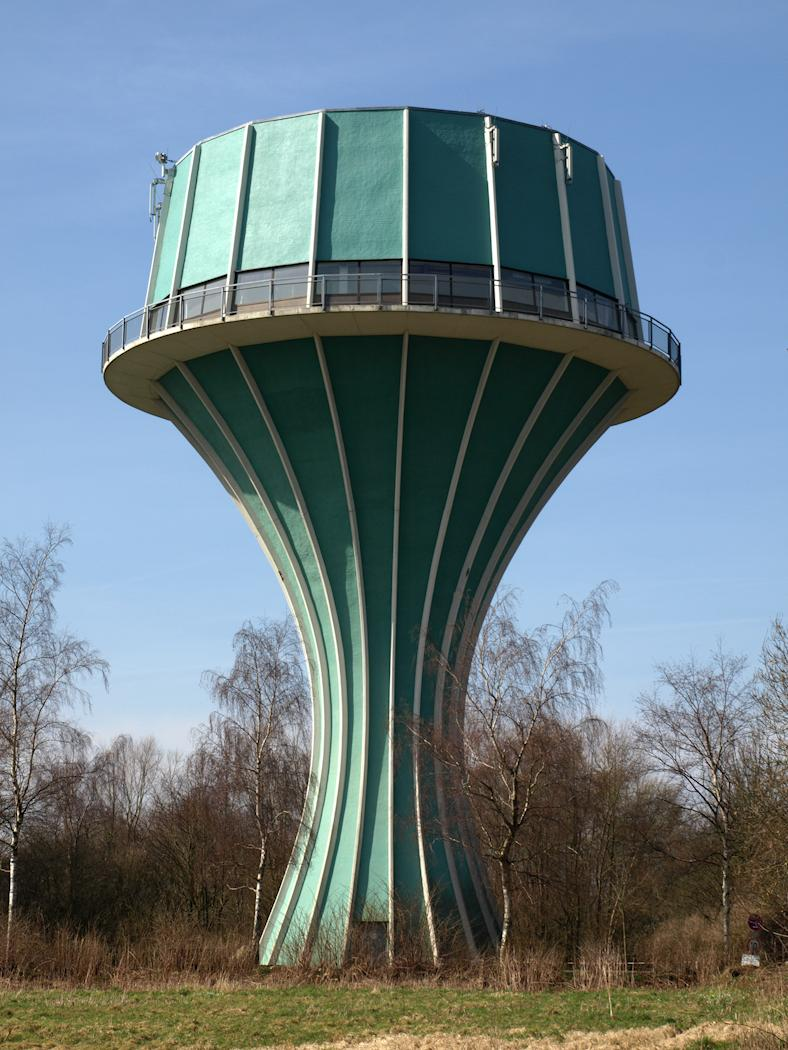
Mürwiker Wasserturm
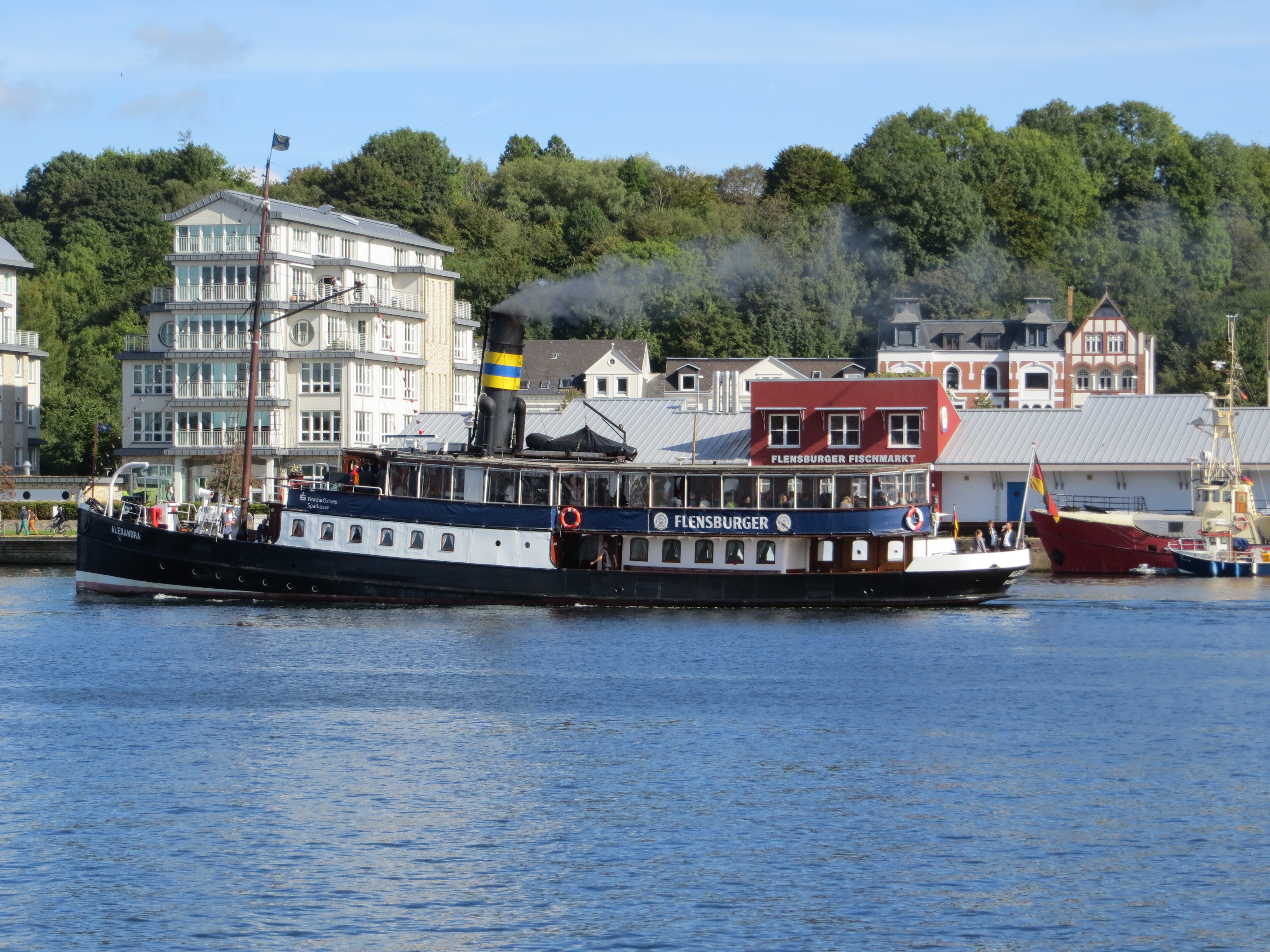
Alexandra
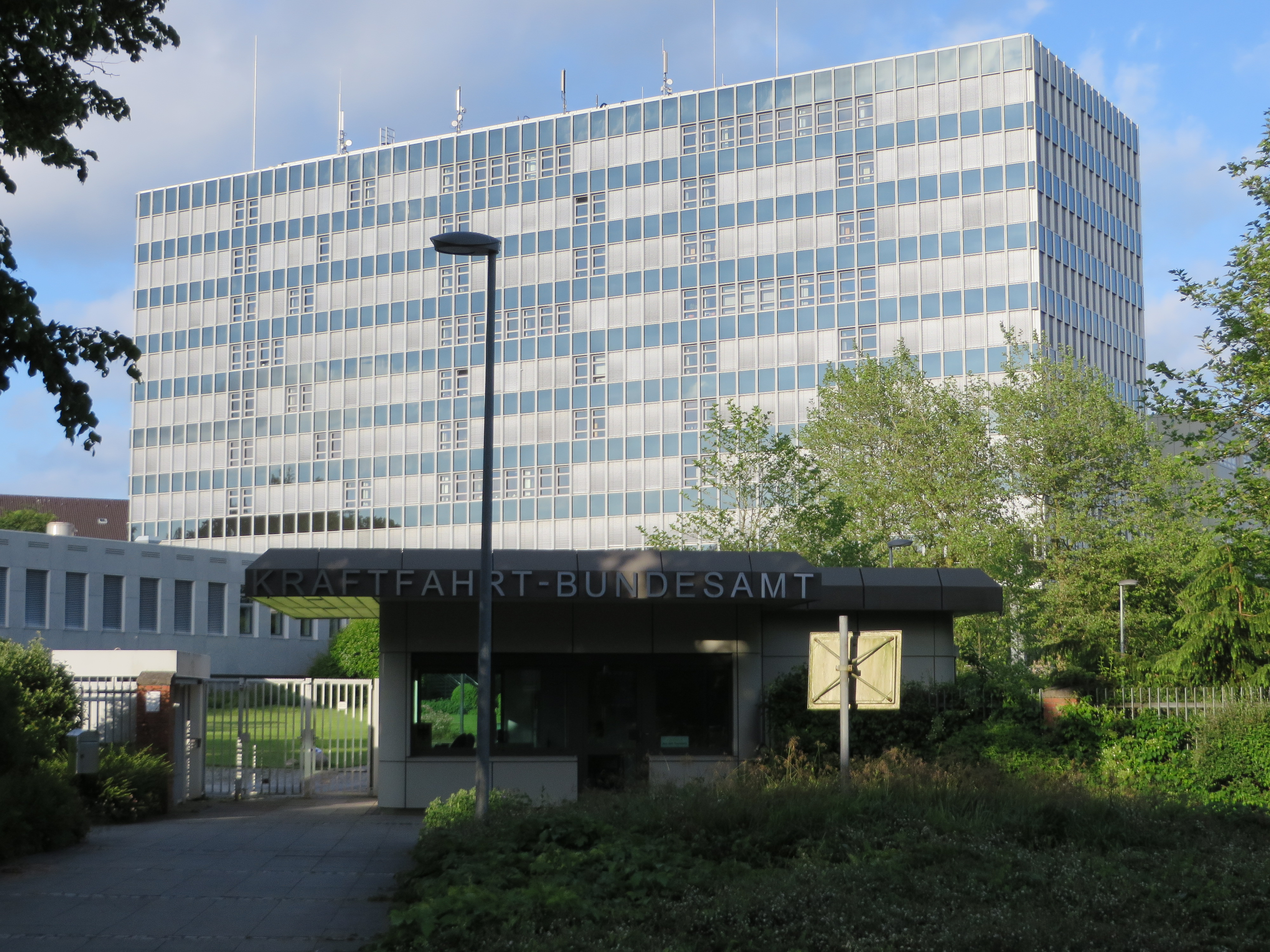
KBA
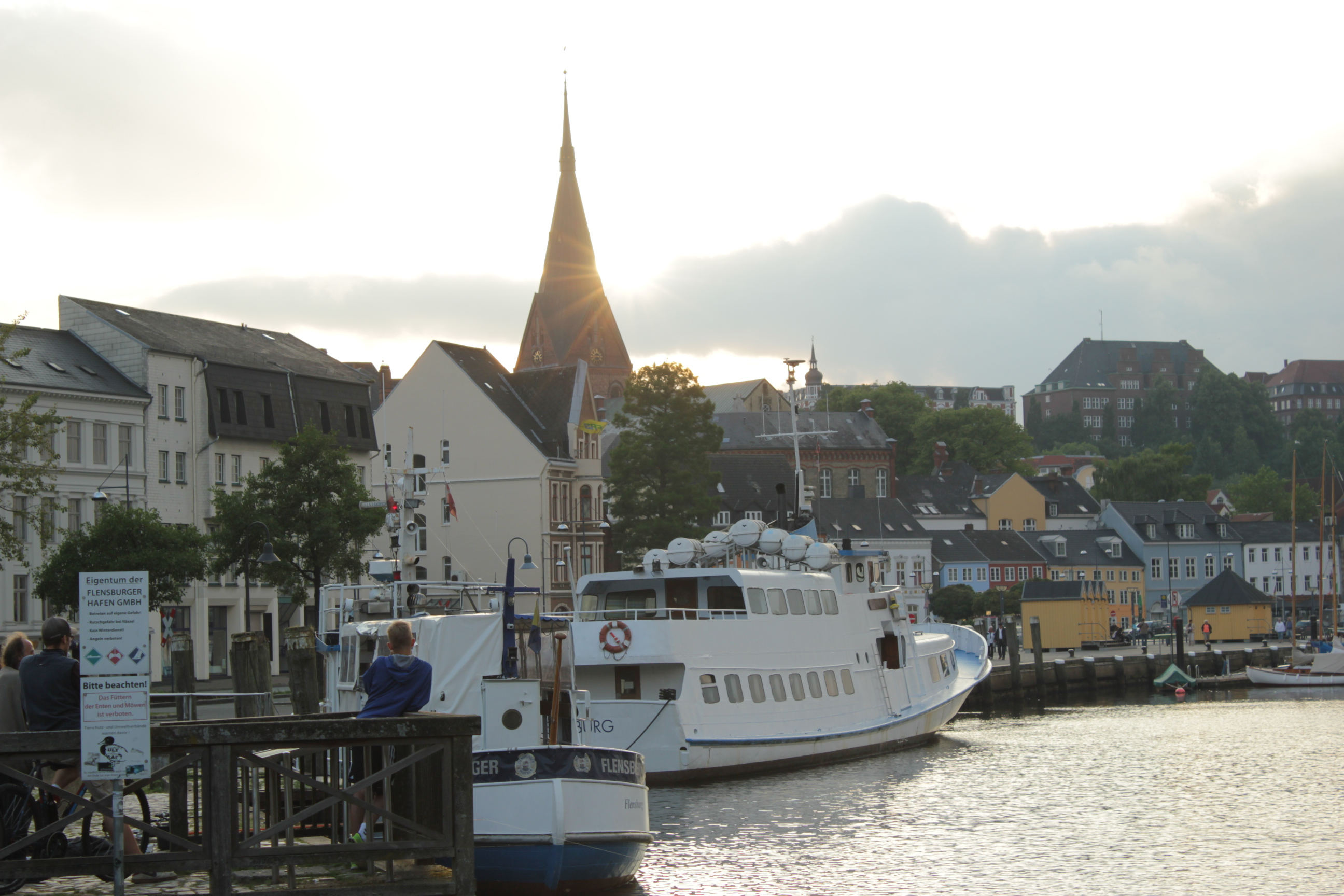
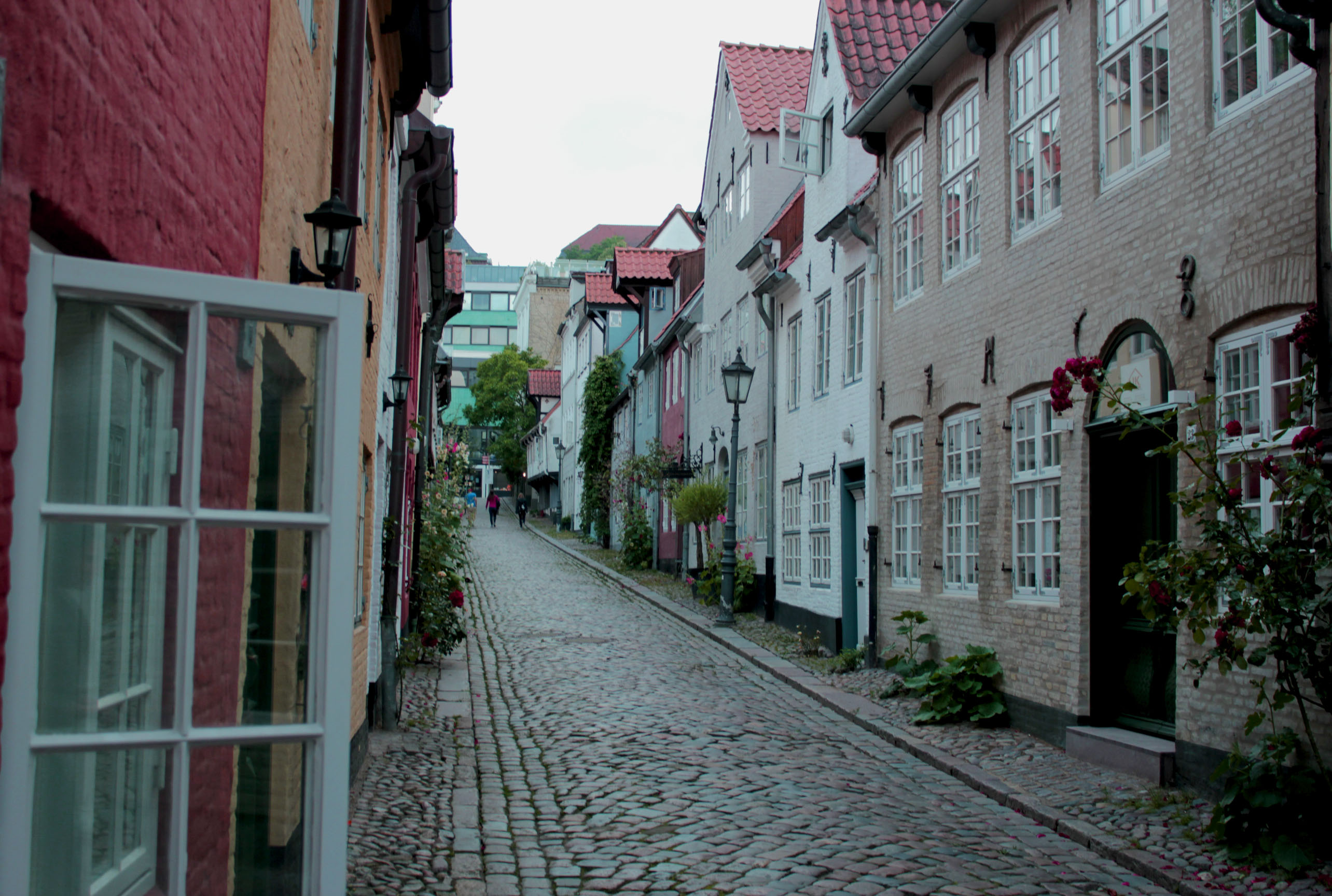